# シェルシェン型魚雷艇
シェルシェン型魚雷艇（シェルシェンがたぎょらいてい Shershen class Fast Attack Torpedo Craft）は、ソヴィエト/ロシア海軍の魚雷艇である。
シェルシェン型はNATOコードネームであり、ロシア語でのスズメバチに由来する。ソ連海軍の計画名は206型大型魚雷艇（シュトゥルム）（Большие торпедные катера проекта 206 "Шторм"）である。

## 概要

### 開発
第二次世界大戦後の10年間、ソ連では優れた航洋性に強力な打撃力と自衛兵装を併せ持つ魚雷艇の開発に大きな関心が寄せられていた。こうした中、ソ連ではTM-200/TD-200型/TD-200bis型、123bis型、183型、184型といった魚雷艇が次々に開発されていった。
1955年5月24日、新しい大型魚雷艇の計画となる206号計画の技術研究報告が完成された。これは183号計画型大型魚雷艇の代替となる533 mm魚雷発射管4 門を備える大型艇で、計画には大祖国戦争における建艦経験が盛り込まれていた。計画は、同時期に205型大型ミサイル艇も手懸けていたアルマース中央海洋設計局（TsMKB「アルマース」）が担当した。そのため、206号計画は205号計画の発展型として設計が進められた。
206号計画では、艇体の主構成素材として鋼が選択された。艇体の海面上部分は特異な形状を有していた。NBC兵器対策として、放射能汚染時の甲板からの排水率を改善するため甲板と舷側の接合部分は流線形状に整形された。また、航洋性の改善により、艇は波圧4 bまでなら艇の発揮できる如何なる速力においても攻撃の実施が可能となった。5 bの場合は、30 knまでの速力に制限された。
シェルシェン型の1番艦T-3は、1960年10月に竣工した。ソ連では123 隻が建造され、この他ユーゴスラヴィアでも10 隻がライセンス生産された。

### 装備
シェルシェン型の主兵装は、4 門の533 mm魚雷発射管であった。これは長射程の対艦魚雷を発射する装置で、主檣に装備された照準レーダーと連動した射撃管制装置によって制禦されていた。また、自衛兵装として30 mm連装機関砲を搭載していた。これもまた、射撃管制装置による制禦を受けた。
主機は、3倍膨張式のディーゼルエンジンM-503Aが3 基搭載された。これは、4000 馬力の出力を持っていた。最高速度は、45 knであった。

### 運用
ソ連では各艦隊で合わせて87 隻が運用されたが、1980年代中に退役が進み、ロシア海軍などに受け継がれた艇はなかった。
ドイツ民主共和国では183型大型魚雷艇の代替として1968年より導入が開始された。これらも1980年代には退役が開始され、1990年中に全艇が退役した。
ブルガリア人民共和国でも183型大型魚雷艇の代替として導入されたが、1989年までにタランタル型コルベットの導入が開始されるとその退役が本格化し、1990年代を通じて多くが退役した。2000年には退役は完了した。
ポーランド人民共和国では、ソ連で206号計画が推進されている時期に独自に664号計画型（en, NATOコード：ヴィスワ級）を立案し、8 隻を建造した。このため、ポーランド海軍では206型大型魚雷艇は必要とされなかった。
この他のアジアやアフリカなどの各国では、その後も運用が継続されているものがある。

### 発展型
206号計画の後継型となる魚雷艇として、水中翼を有するチューリャ型魚雷艇が立案された。
また、206号計画からは革新的な攻撃用舟艇となるマトカ型ミサイル艇が立案された。
206MR号計画からは、さらに発展型が開発された。そのひとつの206.5号計画「ボゴモール / ヴィーフリ3」（Проект 206.5 «Богомол / Вихрь-3»）は、輸出向けに設計された国境警備艦であった。この計画に基づき10 隻が輸出向けに建造され、2 隻が国内に配備された。この派生型は、NATOからは「モル」（Mol)のコードネームで呼ばれた。
その後、206号計画の次の段階として206.6号計画（Проект 206.6）が立案された。これは206MR型の近代化型試験艦で、試作艦対艦ミサイルKh-35/3M24「ウラーン」と防空システム「ローイ」を搭載した。

## 運用国

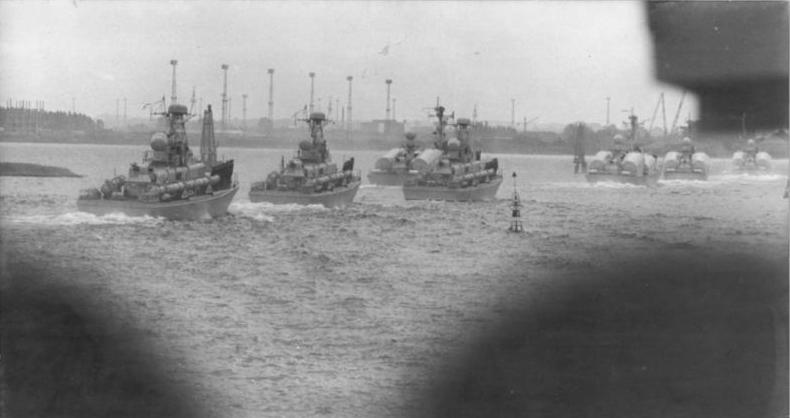
1974年、東ドイツ海軍の206型大型魚雷艇

ソ連
海軍 - 87 隻（1960年 - 1968年）
 アンゴラ
海軍 - 5 隻（1977年 - 1983年）
 ブルガリア人民共和国
海軍 - 6 隻（1970年 - 1978年）
オレール（Орел）
ヤストレブ（Ястреб）
アルバトロス（Албатрос）
ヤグアル（Ягуар）
バルス（Барс）
パンテラ（Пантера）
 カーボベルデ
海軍 - 2 隻（1979年）
 コンゴ民主共和国
海軍 - 1 隻（1979年）
 エジプト
海軍 - 6 隻（1967年 - 1968年）
 ドイツ民主共和国
海軍 - 18 隻（1968年 - 1976年）
アルトゥル・ベッカー（Arthur Becker）
ハンス・ツォッピ（Hans Coppi）
ベルナルト・ベストライン（Bernhard Bästlein）
エドガー・アンドレ（Edgar André）
フリッツ・ヘッケルト（Fritz Heckert）
ヴィリ・ベンシュ（Willi Bänsch）
ヴァルター・フーゼマン（Walter Husemann）
アーダム・クックホフ（Adam Kuckhoff）
ヴィルヘルム・フローリン（Wilhelm Florin）
エルンスト・グルーベ（Ernst Grube）
ルードルフ・ブライチャイト（Rudolf Breitscheid）
フリッツ・ベーン（Fritz Behn）
エルンスト・シュネラー（Ernst Schneller）
アントン・ゼフコフ（Anton Saefkow）
フィーテ・シュルツェ（Fiete Schulze）
アルヴィト・ハルナック（Arvid Harnack）
ブルーノ・キューン（Bruno Kühn）
ハインツ・カペレ（Heinz Kapelle）
 ギニア
海軍 - 3 隻（1978年 - 1979年）
 ギニアビサウ
海軍 - 3 隻（1978年）
 朝鮮民主主義人民共和国
海軍 - 4 隻(（1973年 - 1974年）
 ヴェトナム
海軍 - 14 隻（1979年 - 1983年）
 ユーゴスラヴィア
海軍 - 4 隻（1965年）および国産10 隻